# Санько, Иван Сергеевич
Иван Сергеевич Санько (бел. Іван Сяргеевіч Санько; род. 2 марта 1999, Минск) — белорусский футболист, вратарь дзержинского «Арсенала».

## Карьера

### «Крумкачи»
Воспитанник футбольной академии столичного «Минска». В марте 2020 года футболист стал игроком минских «Крумкачей», подписав контракт до коцна сезона. Дебютировал за клуб футболист 24 мая 2020 года в матче против дзержинского «Арсенала». На протяжении сезона футболист был в клубе в роли резервного вратаря. По итогу дебютного сезона футболист вместе с клубом стал бронзовым призёром Первой лиги, отправившись в стыковые матчи на повышение в классе. По итогу стыковых матчей футболист вместе с клубом уступил «Слуцку». В декабре 2020 года футболист продлил контракт с клубом ещё на сезон. Однако больше футболист не сыграл за клуб ни матча, оставаясь на скамейке запасных, в очередной раз став бронзовым призёром Первой лиги и снова отправившись в стыковые матчи на повешение в классе, где по сумме матчей уступили мозырской «Славии». По окончании сезона футболист покинул клуб.

### «Арсенал» Дзержинск
В январе 2022 года футболист находился на просмотре в могилёвском «Днепре». В феврале 2022 года футболист стал игроком дзержинского «Арсенала», подписав контракт до конца сезона. В июле 2022 года футболист покинул клуб, расторгнув контракт по соглашению сторон, за который так и не дебютировал. В июле 2022 года футболист стал игроком бобруйской «Белшины», однако за основной состав клуба футболист так и не сыграл. В феврале 2023 года футболист вернулся в дзержинский «Арсенал». Дебютировал за клуб футболист 15 апреля 2023 года в матче против «Орши». В мае 2023 года футболист получил штраф за договорные матчи. В основной команде клуба футболист закрепился с августа 2023 года. По итогу сезона футболист вместе с клубом досрочно стал победителем чемпионата.
В феврале 2024 года футболист продлил контракт с дзержинским клубом ещё на сезон. Новый сезон футболист начал 17 марта 2024 года с дебютного матча в Высшей лиге против жодинского «Торпедо-БелАЗ».

## Достижения
«Арсенал» Дзержинск
- Победитель Первой лиги: 2023